# Devon Energy
Devon Energy Corp. ist ein US-amerikanisches Unternehmen mit Firmensitz in Oklahoma City. Das Unternehmen ist im Aktienindex S&P 500 an der New Yorker Börse gelistet. Devon Energy fördert, transportiert und verkauft Erdöl und Erdgas. Rund 6.600 Mitarbeiter sind bei Devon Energy beschäftigt.

## Geschichte

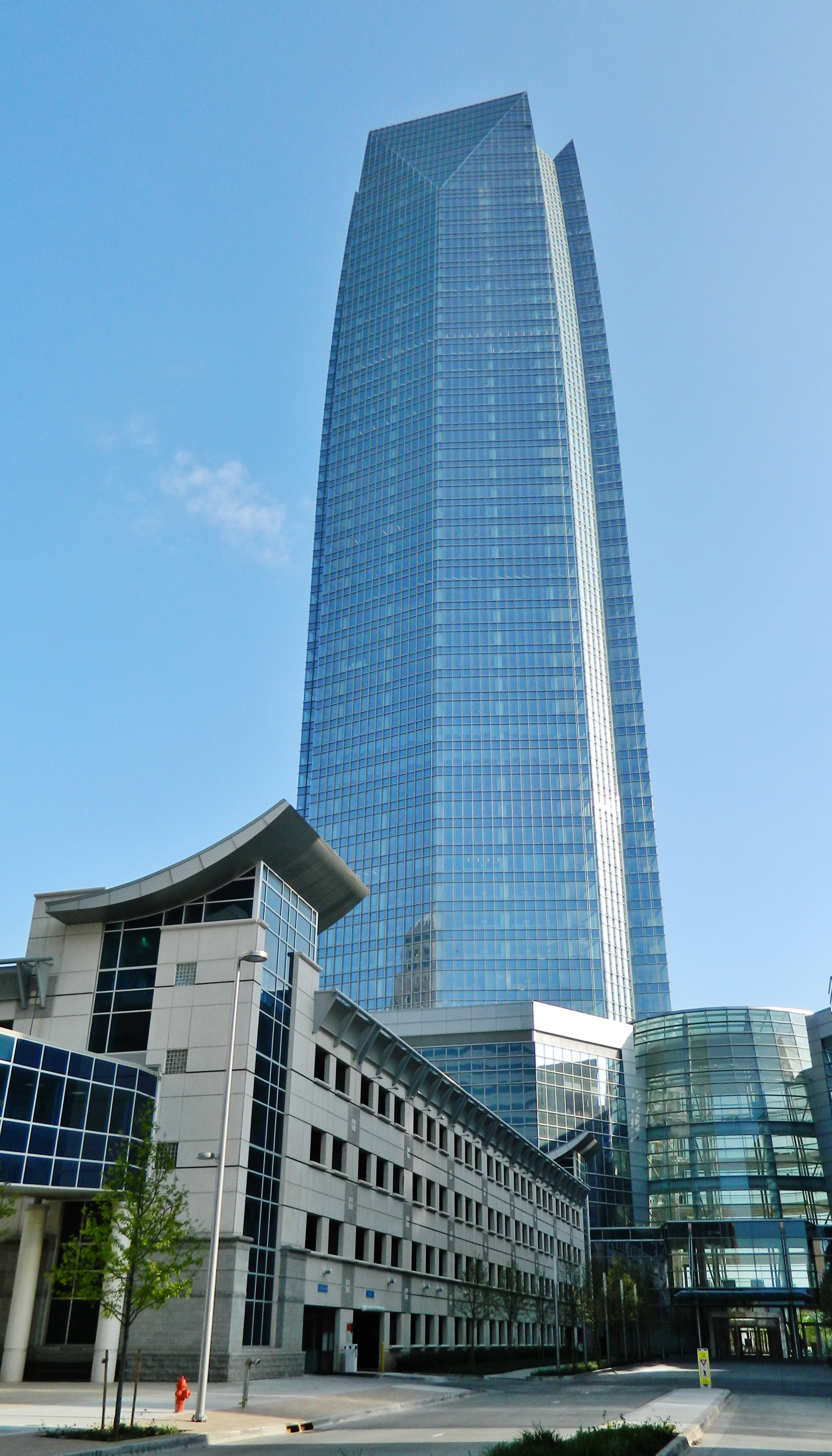
Neue Firmenzentrale in Oklahoma City: Der Devon Energy Tower

John Nichols gründete 1971 gemeinsam mit seinem Sohn Larry das Unternehmen Devon Energy. 1988 beschäftigte das Unternehmen 185 Mitarbeiter und ging an die Börse in New York City.
1992 erwarb Devon Energy das Unternehmen Hondo Oil&Gas. Zum Jahresende 1996 wurde das Öl- und Gasgeschäft von Kerr-McGee erworben und 1998 das Unternehmen Northstar Energy Corporation gekauft. 1999 übernahm Devon ein Spin-off von Pennzoil.
2000 fusionierte Devon Energy mit dem Unternehmen Santa Fe Snyder Corporation. 2001 wurde das Unternehmen Anderson Exploration Ltd. und 2002 das Unternehmen Mitchell Energy & Development erworben. 2003 erfolgte eine weitere Fusion der Devon Energy mit dem Unternehmen Ocean Energy Inc.
Im März 2010 verkaufte Devon Energy für 7 Mrd. USD Ölfelder in Brasilien, Mexiko und in Aserbaidschan an den britischen Ölkonzern BP. Devon hatte als mittelgroßer Ölkonzern nicht die finanziellen Kapazitäten, um alle seiner Ölfelder zu nutzen.
Ende des Jahres 2009 begann der Bau des neuen Hauptquartiers des Unternehmens in Oklahoma City. Entstanden ist ein 54-stöckiger Wolkenkratzer, der Devon Energy Tower, der 2012 fertiggestellt wurde und mit einer Höhe von 259 Metern das höchste Gebäude der Stadt ist.
Am 28. September 2020 gab Devon Energy die Übernahme von WPX Energy, Inc. für 2,56 Milliarden USD bekannt.